# Bisdom Rafaela

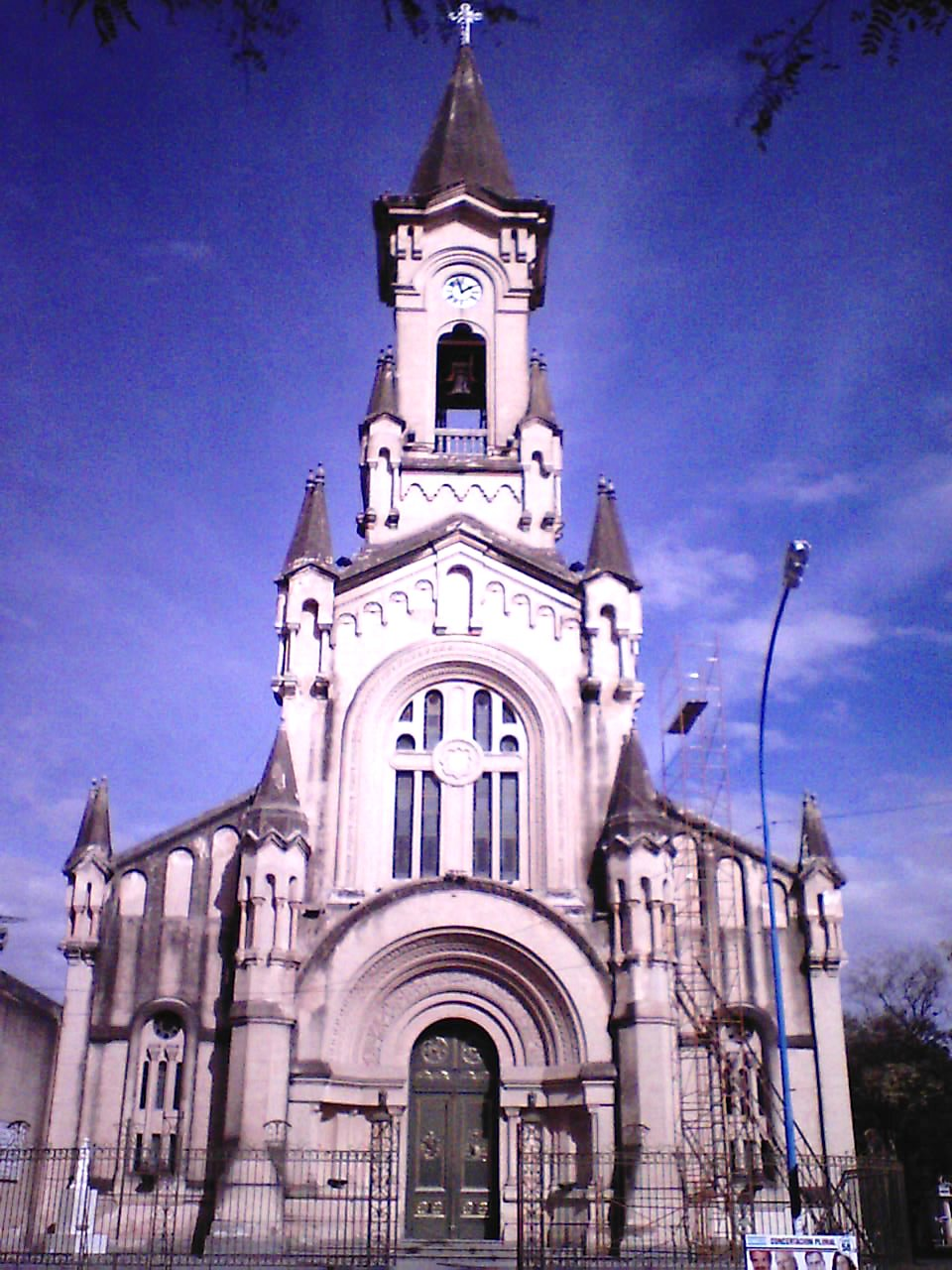
De kathedraal van Rafaela

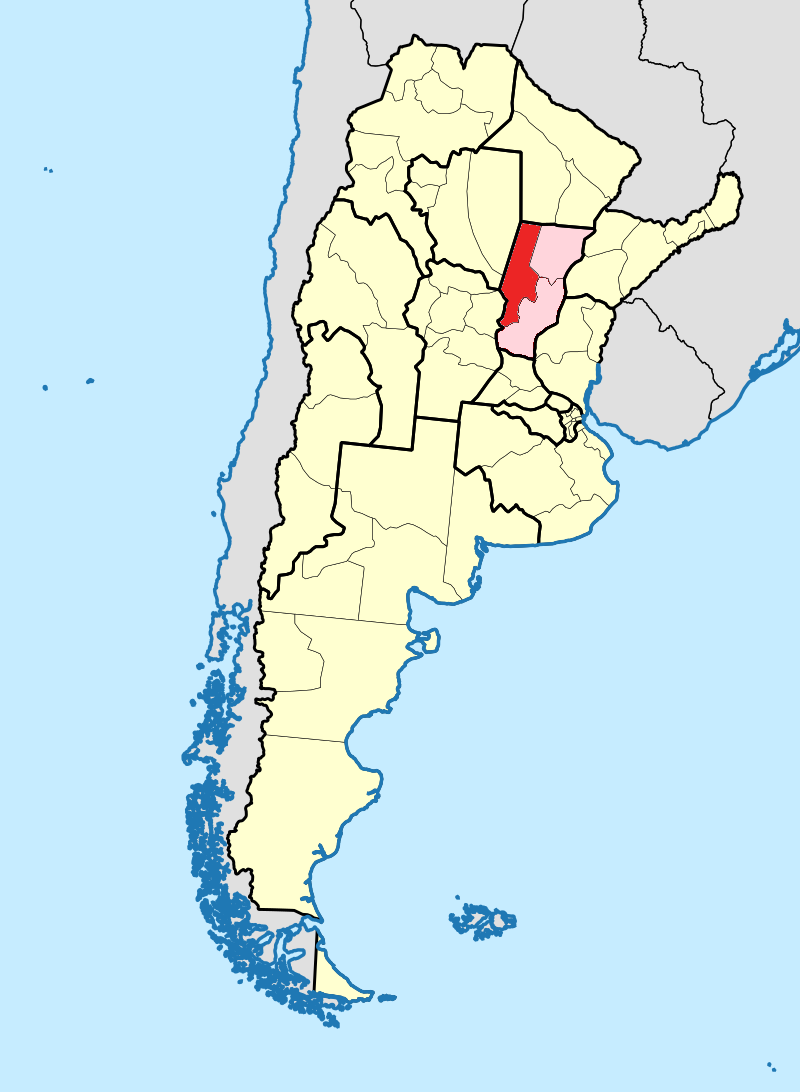
Het bisdom (rood) binnen de kerkprovincie Santa Fe de la Vera Cruz (roze)

Het bisdom Rafaela (Latijn: Dioecesis Raphaëliensis) is een rooms-katholiek bisdom met als zetel Rafaela in Argentinië. Het bisdom is suffragaan aan het aartsbisdom Santa Fe de la Vera Cruz. Het bisdom werd opgericht in 1961.
In 2020 telde het bisdom 31 parochies. Het bisdom heeft een oppervlakte van 38.320 km2 en telde in 2020 318.000 inwoners waarvan 91% rooms-katholiek waren. 

## Bisschoppen
- Vicente Faustino Zazpe (1961-1968)
- Antonio Alfredo Brasca (1968-1976)
- Alcides Jorge Pedro Casaretto (1976-1983)
- Héctor Gabino Romero (1984-1999)
- Carlos María Franzini (2000-2012)
- Luis Alberto Fernández Alara (2013-2022)
- Pedro Javier Torres Aliaga (2022-)

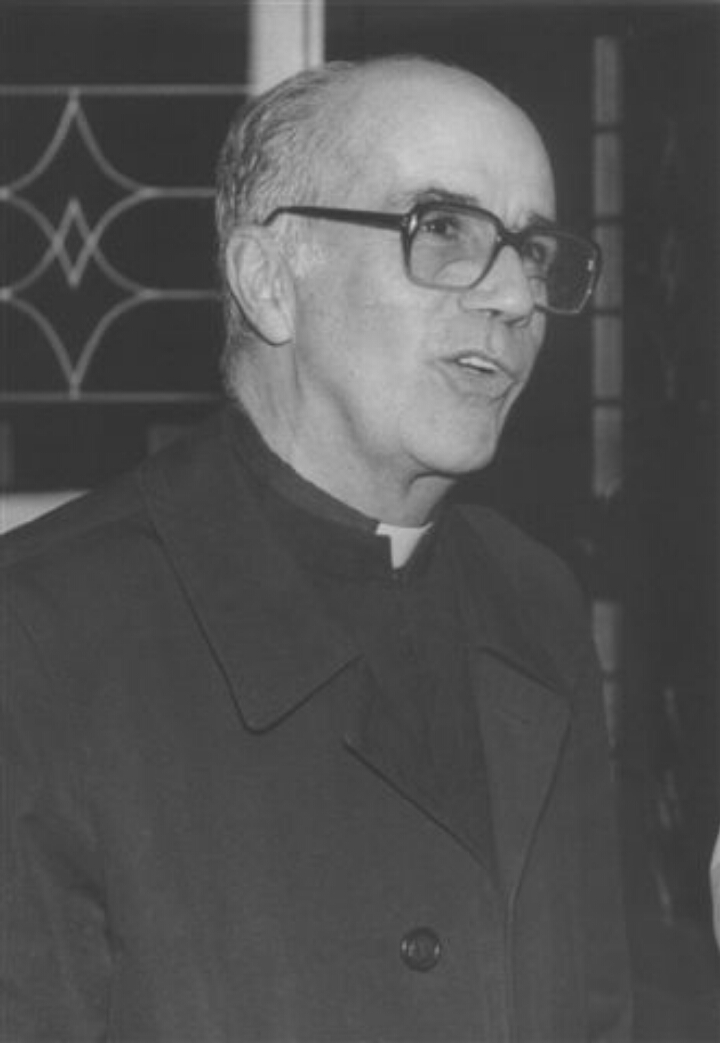
Vicente Faustino Zazpe
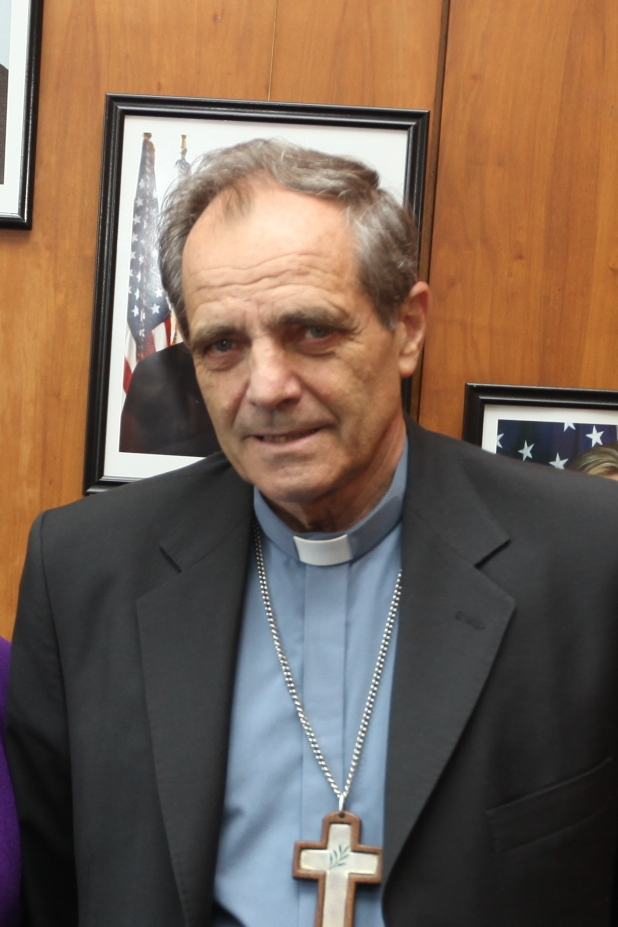
Alcides Jorge Pedro Casaretto

Santa Fe de la Vera Cruz (aartsbisdom) · Rafaela · Reconquista